# 薩摩堀川
薩摩堀川（さつまぼりがわ）は、かつて大阪府大阪市を流れていた運河。

## 地理
阿波堀川の岡崎橋下流側より南へ分流し、途中で西へ向きを変えて百間堀川に注いでいた。長さは約840m。現在の西区西本町3丁目付近からあみだ池筋の西側を南へ、立売堀4丁目の阿波座下通との交点付近から西へ流れていた。西端付近は中央大通の一部になっている。

## 歴史
大坂天満組の惣年寄を務めた薩摩屋仁兵衛によって1628年（寛永5年）に開削工事が開始され、1630年（寛永7年）に完成した。黒砂糖や琉球表など南国の物産を扱う薩摩問屋が7軒あり、薩摩国の商船の出入りが多かった。
- 1630年（寛永7年） 開削。
- 1951年（昭和26年） 埋立。

## 架かっていた橋
上流から
- 鳴戸橋
- 薩摩橋 - 中央大通
- 広教橋
- 中筋橋
- 島津橋
- 江東橋